# Črni jesen
Črni jesen (znanstveno ime Fraxinus ornus) je listopadno drevo iz družine oljkovk.

## Opis
Črni jesen je široko razvejano drevo, ki povprečno zraste do 15 metrov visoko, izjemoma pa doseže tudi do 25 in več metrov, deblo pa ima lahko premer preko 1 m. Lubje drevesa je gladko in temno sive barve. 
Neparno pernato razrasli listi imajo od 5 do 9 jajčastih lističev z nazobčanim robom. Po zgornji strani so gladki, po spodnji strani pa so na začetku glavne listne žile rahlo dlakavi. Poleti izločajo sladko mano, ki se še danes uporablja kot odvajalo.
Beli dvospolni cvetovi so združeni v goste pakobule in imajo močan sladkast vonj. Iz oplojenih cvetov se razvijejo rdečkasti krilati plodovi, ki so posamezno pritrjeni na peclje in visijo s krilom navzdol.

## Razširjenost in uporabnost
Črni jesen je razširjen v srednji, južni in vzhodni Evropi, na vzhodu pa sega vse do zahodne Azije, vse do Libanona. Raste na vseh podlagah, najraje pa ima sončne lege. Dobro prenaša sušo. Razmnožuje se s semeni in koreninskimi poganjki.
Les črnega jesena je masten, odporen in izjemno prožen. Zaradi teh karakteristik se ta les uporablja predvsem za izdelavo ročajev za orodja, športnih rekvizitov in drugih lesenih izdelkov, ki morajo biti obstojni. 
Zaradi lepih cvetov ga gojijo tudi kot okrasno drevo.